# Praephostria flavalis
Praephostria flavalis là một loài bướm đêm trong họ Crambidae.